# Сисуненко Параска Павлівна
Параска Павлівна Сисуненко (нар. 2 лютого 1915, Дігтярі — ?) — майстер декоративного ткацтва, заслужений майстер народної творчості УРСР (1960).

## Життєпис
Параска Сисуненко народилася у селі (нині смт) Дігтярі. 1928 року влаштувалася на роботу на місцеву фабрику художніх виробів імені 8 Березня.
Виготовляла плахтово-перебірні килими, перебірні скатерті, покривала, плахти.
Роботи майстрині експонувалися в Україні та за її кордоном.